# Medicare

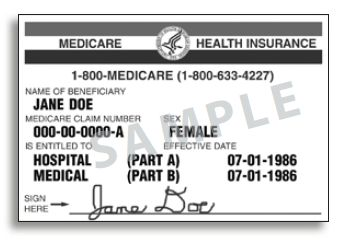
Medicare-Versicherungskarte (Muster)

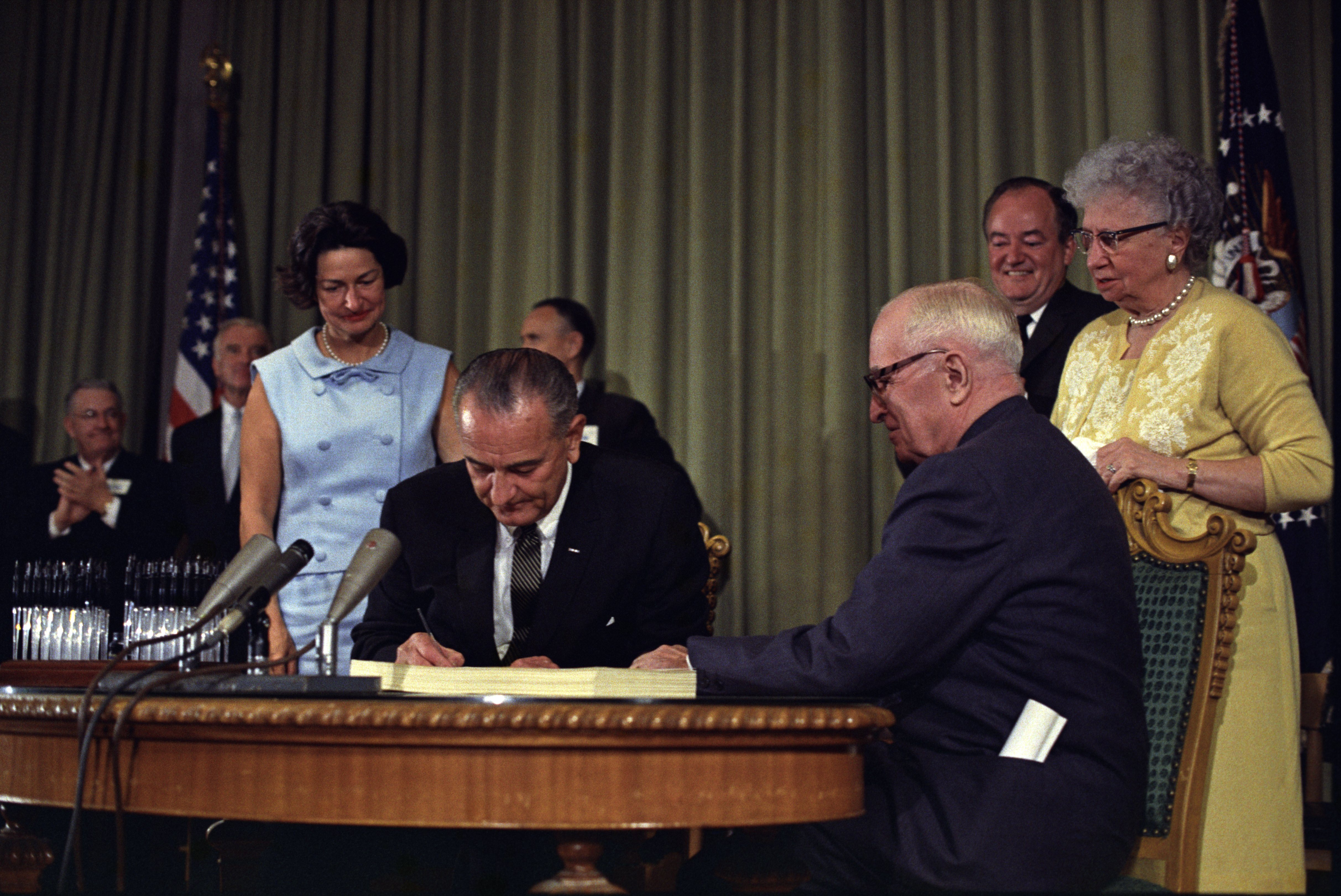
US-Präsident Lyndon B. Johnson bei der Unterzeichnung der Gesetzesänderung zu Medicare am 30. Juli 1965. Anwesend auch der frühere US-Präsident Harry S. Truman (sitzend) und seine Frau Bess (rechts)

Medicare ist die öffentliche und bundesstaatliche Krankenversicherung innerhalb des Gesundheitssystems der USA für über 65-jährige oder Bürger mit Behinderung. Medicare wurde am 30. Juli 1965 durch Zusätze zum Social Security Act im Rahmen der Great Society in das Sozialversicherungssystem der Vereinigten Staaten eingefügt und ist neben der Rentenversicherung die zweite bundesstaatliche Pflichtversicherung. Jeder Bürger ab dem Alter von 65 Jahren und Bürger jeden Alters mit einer anerkannten Behinderung oder mit akutem Nierenversagen, das eine dauerhafte Dialyse oder eine Nierentransplantation erforderlich macht, kann Medicare in Anspruch nehmen.
Zusätzlich gibt es Medicaid, ein steuerfinanziertes Gesundheitsfürsorgeprogramm für Bürger mit geringem Einkommen.
2018 versicherte Medicare 59,9 Millionen Personen. 2020 betrug der Beitrag der US-Bundesregierung für Medicare 776,2 Milliarden US-Dollar.

## Versicherungsarten
Die Versicherung bestand ursprünglich aus zwei Teilen:
- Teil A umfasst hierbei die Hospital Insurance (HI), auch Medicare Part A genannt, eine Pflichtversicherung für die Krankenhausbehandlung, finanziert zu gleichen Teilen von Arbeitgebern und Arbeitnehmern. Die Behandlung umfasst hierbei die stationäre Versorgung in Kliniken, in Pflegeheimen die stationäre Versorgung ohne Betreuung und Langzeitpflege und Hospizdienste.
- Teil B die Supplementary Medical Insurance (SMI), auch Medicare Part B genannt, eine ergänzende freiwillige Versicherung für ambulante Behandlung, finanziert durch monatliche Beiträge des Arbeitnehmers (Arztversicherung).

Die Medicare-Versicherung gewährleistet allerdings keine volle Kostendeckung, sondern sieht verschiedene Formen der Selbstbeteiligung vor. Leistungen für bestimmte Medikamente, Sehhilfen, Zahnbehandlungen und Hörgeräte werden nicht erstattet. Die Krankenhauskosten sind zu 85 % abgedeckt. Arztleistungen haben eine Selbstbeteiligung von 20 % und eine jährliche Einmalzahlung. Deshalb hat ein Großteil der über 65-jährigen Bürger zusätzlich noch eine private Zusatzkrankenversicherung, um die Selbstbeteiligungen abzudecken.
Mit dem Medicare Catastrophic Coverage Act vom 1. Juli 1988 wurden die Selbstbeteiligungen für die Krankenhaus- und Arztbehandlung reduziert, die Pflegebehandlungen verbessert und eine Erstattung bestimmter Arzneimittel eingeführt. Die Finanzierung erfolgte durch Beitragserhöhungen.
Präsident Bill Clinton versuchte 1993, Medicare im Rahmen eines ehrgeizigen Programmes zu reformieren, scheiterte aber.
Mit dem Balanced Budget Act of 1997 sollten die Ausgaben bei den Medicare-Kosten gesenkt werden. Mit dem
- Teil C, der Medicare Advantage (MA) bzw. Medicare Part C Versicherungen, kann damit ein Teil der staatlichen Leistungen an private Krankenversicherungen abgetreten werden, und Medicare zahlt für jedes Mitglied einen bestimmten Betrag an die privaten Krankenversicherungen, die den Vertrieb hierfür auch übernehmen. Der Versicherungsnehmer ergänzt hierbei die Beiträge und kann individuelle ergänzende Leistungsangebote, z. B. Übernahme der Kosten von bestimmten verschreibungspflichtigen Medikamenten, erhalten.

Mit dem Medicare Prescription Drug, Improvement, and Modernization Act of 2003 wurde ein vierter Teil der Medicare-Versicherung eingeführt. Mit
- Teil D, der Medicare Prescription Drug Coverage bzw. Medicare Part D, sollten wiederum die staatlichen Kosten gesenkt und über private Krankenversicherungen Zusatzleistungen finanziert werden. Der Versicherungsnehmer kann hierbei seit 2006 zwischen zwei Plänen wählen: einem Prescription Drug Plan (PDP) zur teilweisen Deckung der Medikamentenkosten oder Services and Prescription Drugs (MA-PD) zur teilweisen Deckung der medizinischen Leistungen und der Medikamente. Der Versicherungsnehmer kann sich dabei entscheiden, auf welche bestimmte Medikamente oder Klassen von Medikamenten und welchem Level die Deckung erfolgt oder welche hiervon ausgeschlossen sind.

## Finanzierung
Zur Finanzierung von Medicare wird landesweit auf Löhne und selbstständiges Einkommen eine Abgabe von 2,9 % erhoben.
2010 umfasste der Bundeshaushalt (Federal Budget) allein für Medicare 453 Milliarden US-Dollar, was einen Anteil am Gesamtbundeshaushalt von 12,8 % ausmachte.
Die Vergütung der medizinischen Leistungen bestimmen die Centers for Medicare and Medicaid Services aufgrund von Vorschlägen des bei der American Medical Association angesiedelten Specialty Society Relative Value Scale Update Committee (RUC).